# Paula Fernandes
Paula Fernandes de Souza (28. kolovoza 1984.) je brazilska country-sertanejo pjevačica-spisateljica tekstova.

## Diskografija
Albumi
- Paula Fernandes (1993.)
- Ana Rayo (1995.)
- Canções do Vento Sul (2005.)
- Dust in the Wind (2007.)
- Pássaro de Fogo (2009.)

Video albumi
- Paula Fernandes: Ao Vivo (2011.)

## Vanjske poveznice
- Službena stranica  Arhivirana inačica izvorne stranice od 1. studenoga 2020. (Wayback Machine)
- Paula Fernandes na Internet Movie Database-u
- Paula Fernandes na Twitter-u